# Limnophila polystachya
Limnophila polystachya är en grobladsväxtart som beskrevs av George Bentham. Limnophila polystachya ingår i släktet Limnophila och familjen grobladsväxter. Inga underarter finns listade i Catalogue of Life.